# Deauville
Deauville là một xã trong vùng Normandie, thuộc tỉnh Calvados, quận Lisieux, tổng Trouville-sur-Mer. Tọa độ địa lý của xã là 49° 21' vĩ độ bắc, 00° 04' kinh độ đông. Deauville nằm trên độ cao trung bình là 5 mét trên mực nước biển. Xã có diện tích 3,57 km², dân số vào thời điểm 1999 là 4520 người; mật độ dân số là 1266 người/km².

## Thông tin nhân khẩu
| 1962  | 1968  | 1975  | 1982  | 1990  | 1999  |
| ----- | ----- | ----- | ----- | ----- | ----- |
| 5.051 | 5.232 | 5.664 | 4.682 | 4.261 | 4.364 |